# كسرة (دير الزور)
كسرة بلدة وناحية سوريّة إداريّة تتبع منطقة دير الزور في محافظة دير الزور. بلغ عدد سكان الناحية 63,226 نسمة حسب تعداد عام 2004.